# Første anglo-afghanske krig
|  | For andre afghanske krige, se Krigen i Afghanistan |
Første anglo-afghanske krig blev udkæmpet mellem Britisk Indien og Afghanistan fra 1839 til 1842. Krigen var foranlediget af det britiske imperiums uro over den russiske ekspansion i Centralasien.

## Historie
På grund af løse rygter om en forbindelse mellem Dost Muhammed og den persisk-russiske ekspansion sendte den britiske generalguvernør i Indien, lord Auckland, en hær mod Afghanistan i 1839. Englænderne trængte frem over Kandahar og Ghazni og erobrede hovedstaden Kabul. Dost Muhammed førtes som fange til Calcutta, og den i 1810 afsatte Shah Shuja, blev genindsat på tronen. Han var imidlertid så afskyet af befolkningen, at de britiske tropper måtte forblive i Kabul.
I 1841 rejste indbyggerne i Kabul sig mod Shah Shuja og hans beskyttere. De britiske diplomater Sir Alexander Burnes og Sir William Macnaghten blev dræbte under urolighederne, og oprøret bredte sig til hele landet. Snart blev den engelske garnisons stilling fortvivlet, ikke mindst fordi de fleste af officererne og soldaterne havde bragt deres hustruer og børn fra Indien til Kabul. I januar 1842 rømmede de britiske tropper Kabul for at kæmpe sig tilbage til Indien. Under retræten blev de dag og nat angrebne af afghanere. Til sidst overlod befalhaveren alle europæiska kvinder og børn til afghanernes leder, Dost Muhammeds søn Akbar Khan, som lovede at sende dem velbeholdne til Indien. Akbar holdt sit ord, men for kolonitropperne gaves ingen pardon: en eneste englænder af 3.000 nåede frem til fortet i Jalalabad med budskabet om nederlaget i de afghanske bjerge.
I september marcherede sir George Pollock mod Afghanistan for at tage hævn og atter forsøge at lægge landet under sig. Afghanerne blev slåede, Kabul genindtaget og oprørslederne straffet strengt. På ordre fra London rømmede tropperne imidlertid atter landet hvor efter Dost Muhammed fik sin trone tilbage. Han genoprettede orden i Afghanistan, og mærkeligt nok viste han sig senere at være englændernes ven.

## William Brydon
Nyheden om den britiske hærs nederlag af den styrke på 16.500 mand som drog fra Kabul til Indien gik den 6. januar 1842 rundt om hele jorden. Kun feltlæge William Brydon kom frem til det britiske fort i Jalahabad en uge senere, og på spørgsmålet "hvor er hæren?" skal han have svaret: "Det er mig, som er hæren.". Willianm Brydons ankomst til Jalalabad er malet af Elisabeth Butler i værket Resten af en hær fra 1879.